# Bundesliga de 2000–01
A Primeira Divisão da Bundesliga de 2000–01, denominada oficialmente de Fußball-Bundesliga 2000-2001, foi a 38º edição da principal divisão do futebol alemão. O campeão foi o FC Bayern München que conquistou seu 17º título na história do Campeonato Alemão.

## Premiação
| 1. Fußball-Bundesliga 2000-2001           |
| Baviera                                   |
| ----------------------------------------- |
| FC BAYERN MÜNCHEN Tricampeão (17º título) |